# Cantonul La Courtine
Cantonul La Courtine este un canton din arondismentul Aubusson, departamentul Creuse, regiunea Limousin, Franța.

## Comune
| Comune                    | Populație (1999) | Cod poștal | Cod INSEE |
| ------------------------- | ---------------- | ---------- | --------- |
| Beissat                   | 32               | 23260      | 23019     |
| Clairavaux                | 155              | 23500      | 23063     |
| La Courtine               | 890              | 23100      | 23067     |
| Magnat-l'Étrange          | 231              | 23260      | 23115     |
| Malleret                  | 40               | 23260      | 23119     |
| Le Mas-d'Artige           | 103              | 23100      | 23125     |
| Saint-Martial-le-Vieux    | 124              | 23100      | 23215     |
| Saint-Merd-la-Breuille    | 212              | 23100      | 23221     |
| Saint-Oradoux-de-Chirouze | 84               | 23100      | 23224     |